# 文昌增四
大熊座26，又名BD+52 1402，HD 82621、SAO 27298、HR 3799，是大熊座的一颗恒星，视星等为4.5，位于銀經164.83，銀緯45.85，其B1900.0坐标为赤經9h 27m 58.5s，赤緯+52° 45.85′ 46″。